# Inesu Emiko Takeoka
Inesu Emiko Takeoka (japanisch 武岡 イネス 恵美子, Takeoka Inesu Emiko; * 1. Mai 1971) ist eine ehemalige japanische Fußballspielerin.

## Karriere

### Verein
Sie begann ihre Karriere bei Nikko Securities Dream Ladies. Sie trug 1996, 1997 und 1998 zum Gewinn der Nihon Joshi Soccer League bei. 1998 beendete sie Spielerkarriere.

### Nationalmannschaft
Takeoka absolvierte ihr erstes Länderspiel für die japanischen Nationalmannschaft am 21. August 1994 gegen Österreich. Sie wurde in den Kader der Weltmeisterschaft der Frauen 1995 berufen. Insgesamt bestritt sie drei Länderspiele für Japan.

## Errungene Titel
- Nihon Joshi Soccer League: 1996, 1997, 1998